# Caratê nos Jogos Pan-Americanos de 2015
As competições de caratê nos Jogos Pan-Americanos de 2015 foram realizadas entre 23 e 25 de julho no Centro Esportivo Mississauga, em Mississauga. Dez categorias da disciplina kumite, sendo cinco no masculino e cinco no feminino, concederam medalhas. O caratê é um dos oito esportes do Pan que não faz parte do programa dos Jogos Olímpicos.

## Calendário
| Julho  | 7 | 8 | 9 | 10 | 11 | 12 | 13 | 14 | 15 | 16 | 17 | 18 | 19 | 20 | 21 | 22 | 23 | 24 | 25 | 26 |
| ------ | - | - | - | -- | -- | -- | -- | -- | -- | -- | -- | -- | -- | -- | -- | -- | -- | -- | -- | -- |
| Caratê |   |   |   |    |    |    |    |    |    |    |    |    |    |    |    |    | 3  | 3  | 4  |    |

|  | Dia de competição |  | Dia de final |

## Medalhistas
Masculino
| Evento                 | Ouro                            | Prata                                    | Bronze                                                          |
| ---------------------- | ------------------------------- | ---------------------------------------- | --------------------------------------------------------------- |
| Até 60 kg detalhes     | Douglas Brose BRA Brasil        | Jovanni Martínez VEN Venezuela           | Brandis Miyazaki USA Estados Unidos Andrés Rendón COL Colômbia  |
| Até 67 kg detalhes     | Julián Pinzás ARG Argentina     | Deivis Ferreras DOM República Dominicana | Maikel Noriega CUB Cuba Daniel Vargas MEX México                |
| Até 75 kg detalhes     | Thomas Scott USA Estados Unidos | Alexander Nicastro VEN Venezuela         | Franco Icasati ARG Argentina Patrice Boily-Martineau CAN Canadá |
| Até 84 kg detalhes     | Miguel Amargos ARG Argentina    | Jorge Merino ESA El Salvador             | Andrés Loor ECU Equador César Herrera VEN Venezuela             |
| Mais de 84 kg detalhes | Franklin Mina ECU Equador       | Anel Castillo DOM República Dominicana   | Brian Irr USA Estados Unidos Jander Tiril CUB Cuba              |

Feminino
| Evento                 | Ouro                                    | Prata                                | Bronze                                                 |
| ---------------------- | --------------------------------------- | ------------------------------------ | ------------------------------------------------------ |
| Até 50 kg detalhes     | Ana Villanueva DOM República Dominicana | Gabriela Bruna CHI Chile             | Jusleen Virk CAN Canadá Aline Souza BRA Brasil         |
| Até 55 kg detalhes     | Valéria Kumizaki BRA Brasil             | Kate Campbell CAN Canadá             | Alessandra Vindrola PER Peru Jessy Reyes CHI Chile     |
| Até 61 kg detalhes     | Alexandra Grande PER Peru               | Karina Díaz DOM República Dominicana | Merillela Arreola MEX México Daniela Lepín CHI Chile   |
| Até 68 kg detalhes     | Natália Brozulatto BRA Brasil           | Xhunashi Caballero MEX México        | Omaira Molina VEN Venezuela Priscilla Lazo ECU Equador |
| Mais de 68 kg detalhes | Valeria Echever ECU Equador             | Camélie Boisvenue CAN Canadá         | Isabela dos Santos BRA Brasil Yeisy Piña VEN Venezuela |

## Quadro de medalhas
| Ordem | País                     | Medalha de ouro | Medalha de prata | Medalha de bronze |    |
| ----- | ------------------------ | --------------- | ---------------- | ----------------- | -- |
| 1     | BRA Brasil               | 3               |                  | 2                 | 5  |
| 2     | ECU Equador              | 2               |                  | 2                 | 4  |
| 3     | ARG Argentina            | 2               |                  | 1                 | 3  |
| 4     | DOM República Dominicana | 1               | 3                |                   | 4  |
| 5     | USA Estados Unidos       | 1               |                  | 2                 | 3  |
| 6     | PER Peru                 | 1               |                  | 1                 | 2  |
| 7     | VEN Venezuela            |                 | 2                | 3                 | 5  |
| 8     | CAN Canadá               |                 | 2                | 2                 | 4  |
| 9     | CHI Chile                |                 | 1                | 2                 | 3  |
|       | MEX México               |                 | 1                | 2                 | 3  |
| 11    | ESA El Salvador          |                 | 1                |                   | 1  |
| 12    | CUB Cuba                 |                 |                  | 2                 | 2  |
| 13    | COL Colômbia             |                 |                  | 1                 | 1  |
| TOTAL | TOTAL                    | 10              | 10               | 20                | 40 |